# Live CD

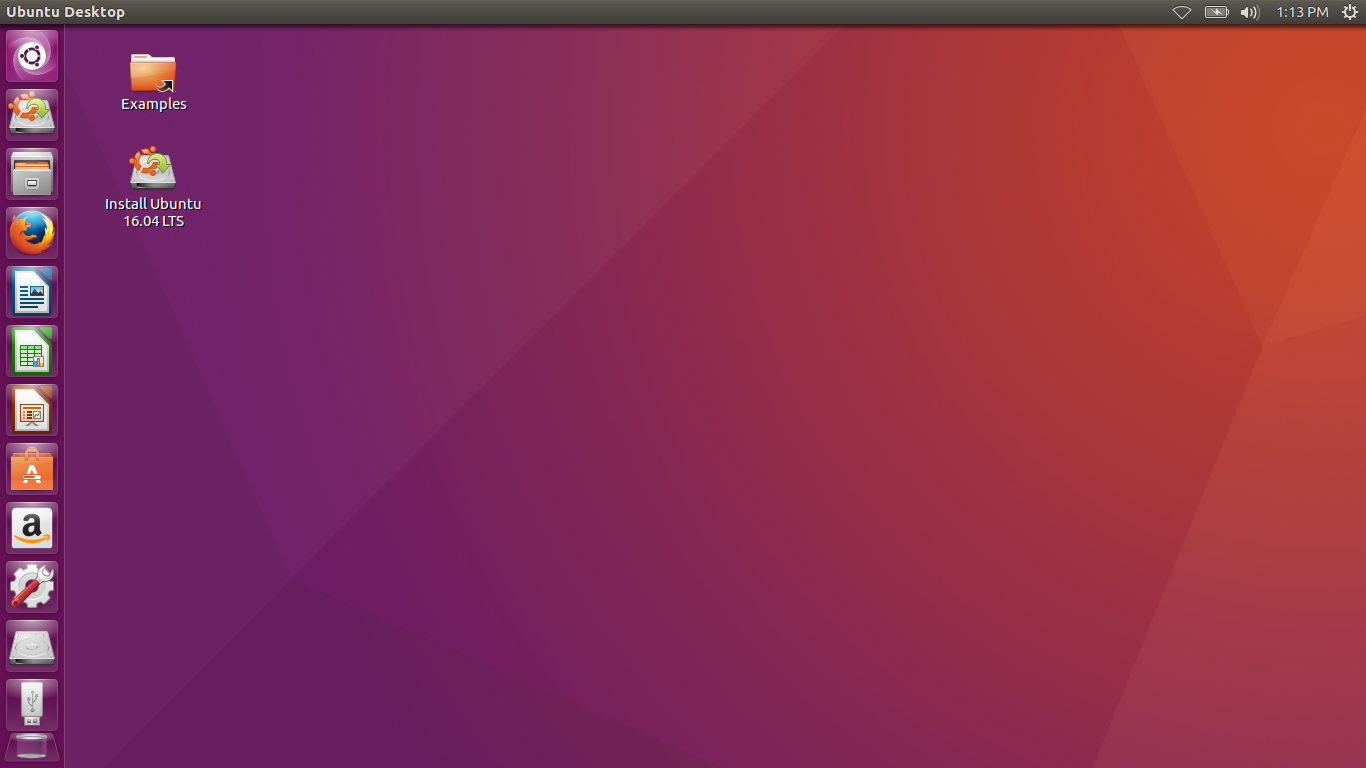
Ubuntu 16.04 uruchomiony z obrazu live DVD (środowisko Unity)

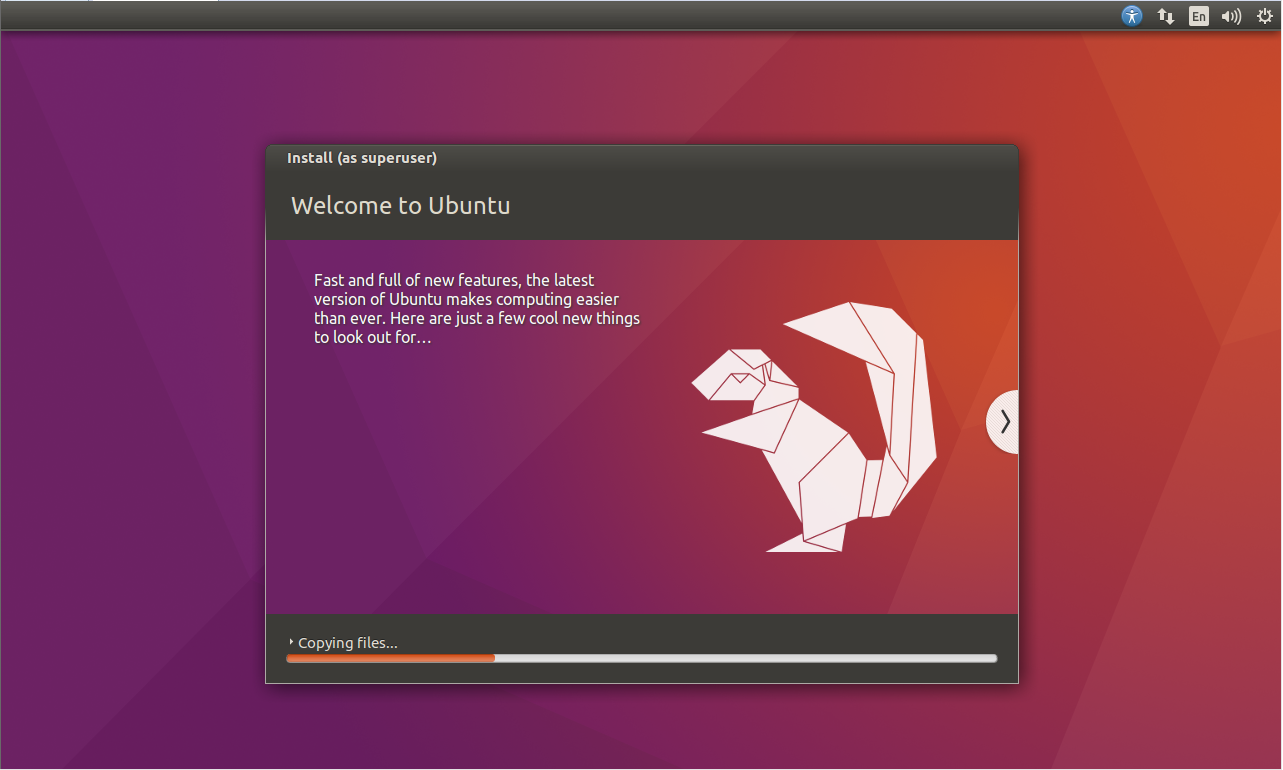
Instalacja Ubuntu 16.04 z live DVD

Live CD – system operacyjny (zazwyczaj z dołączonym oprogramowaniem) zainstalowany na nośniku (CD, DVD, HD DVD, Blu-ray, pamięć USB – Live USB) z własnym programem rozruchowym, umożliwiający uruchomienie go w pamięci RAM, bez potrzeby instalowania na dysku twardym komputera.
Po uruchomieniu systemu z nośnika CD, zmiany dokonane w systemie podczas jego pracy nie zostaną zapisane na nośniku. Tym samym ponowne uruchomienie systemu z tego samego nośnika w trybie Live spowoduje, że będzie się korzystać z systemu dokładnie takiego samego, jak przy poprzednim uruchomieniu.
Niektóre Live CD posiadają narzędzia instalacyjne pozwalające na zainstalowanie ich na dysku twardym komputera oraz innych pamięciach masowych, jak np. pendrive.
Większość Live CD posiada możliwość dostępu do wewnętrznych albo zewnętrznych dysków twardych, dyskietek i innych pamięci masowych.
Najczęściej spotyka się Live CD z systemami operacyjnymi bazującymi na jądrze Linux (tzw. dystrybucje). Live CD mogą także zawierać inne systemy, takie jak Mac OS, OS X, AROS, BeOS, FreeBSD oraz Microsoft Windows. Pierwszym systemem w postaci Live CD był Mac OS w wersji 7.
Program SYSLINUX służy do załadowania Live CD opartych na jądrze Linux, podobnie do dystrybucji uruchamianych z dyskietek.
Na komputerach PC startowy CD-ROM korzysta ze specyfikacji El Torito, zgodnie z którą na CD-ROM-ie znajduje się specjalny plik, traktowany przez komputer jak obraz dyskietki startowej.
Wiele Live CD, bazujących na jądrze Linuksa, używa skompresowanego obrazu systemu plików, często wraz z cloop skompresowanym urządzeniem blokowym loop, co generalnie podwaja efektywną pojemność. Dzięki czemu typowy Knoppix zawiera około 1200 pakietów oprogramowania.
We współczesnych systemach Windows istnieje specjalna wersja nazywana Windows PE. Możliwe jest uruchomienie jej z płyty CD lub DVD oraz z innych nośników. System ten pozwala na uruchamianie dowolnych programów z wyjątkiem powłoki Windows Explorer. Jest wykorzystywany m.in. przez zestaw programów instalujących system Microsoft Windows na dysku twardym, ale pozwala również na normalną interaktywną pracę użytkownika.
Pierwsze komputery PC nie posiadały dysków twardych, system DOS znajdował się na dyskietce. Dziś nazwalibyśmy to Live FDD.

## Mini-LiveCD
Mini-LiveCD, zwana także startową wizytówką, to Live CD umieszczony na CD-ROM-ie o kształtach wizytówki. Mini-LiveCD może zawierać 50 MB danych lub 100 MB skompresowanych danych. Jedną z najpopularniejszych dystrybucji Mini-LiveCD i często uznawana za najbardziej użyteczną jest Damn Small Linux.

## Emulacja

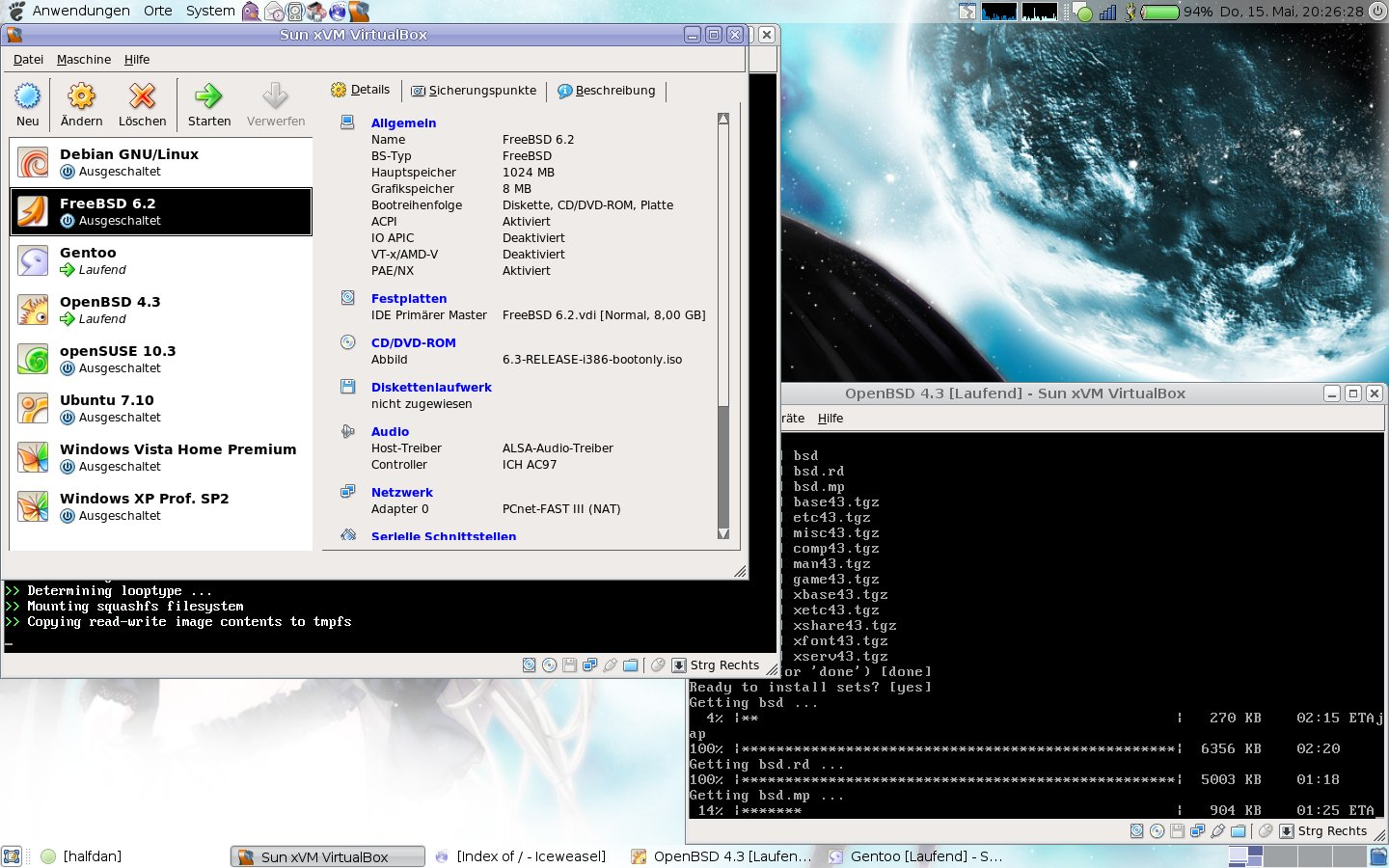
Wirtualna maszyna OpenBSD uruchamiana pod VirtualBox z pliku (6.3-Release-i386-bootonly.iso)

Istnieje wiele emulatorów, które pozwalają na wypróbowanie Live CD, bez potrzeby wypalania go na CD-ROM-ie i uruchomiania na komputerze. Najszerzej architekturę i386 wirtualizuje program VMware, Parallels Desktop (OS X), Parallels Workstation (Windows) oraz bezpłatny (do użytku domowego) VirtualBox, który nie ustępuje możliwościom programów komercyjnym. Inne platformy emulują programy QEMU, PearPC i Bochs, który potrafi emulować architekturę x86, jak i PowerPC.
Niektóre dystrybucje systemu Linux (np. Damn Small Linux) można także uruchamiać na bezpłatnym Microsoft Virtual PC.

## Wybrane systemy Live CD

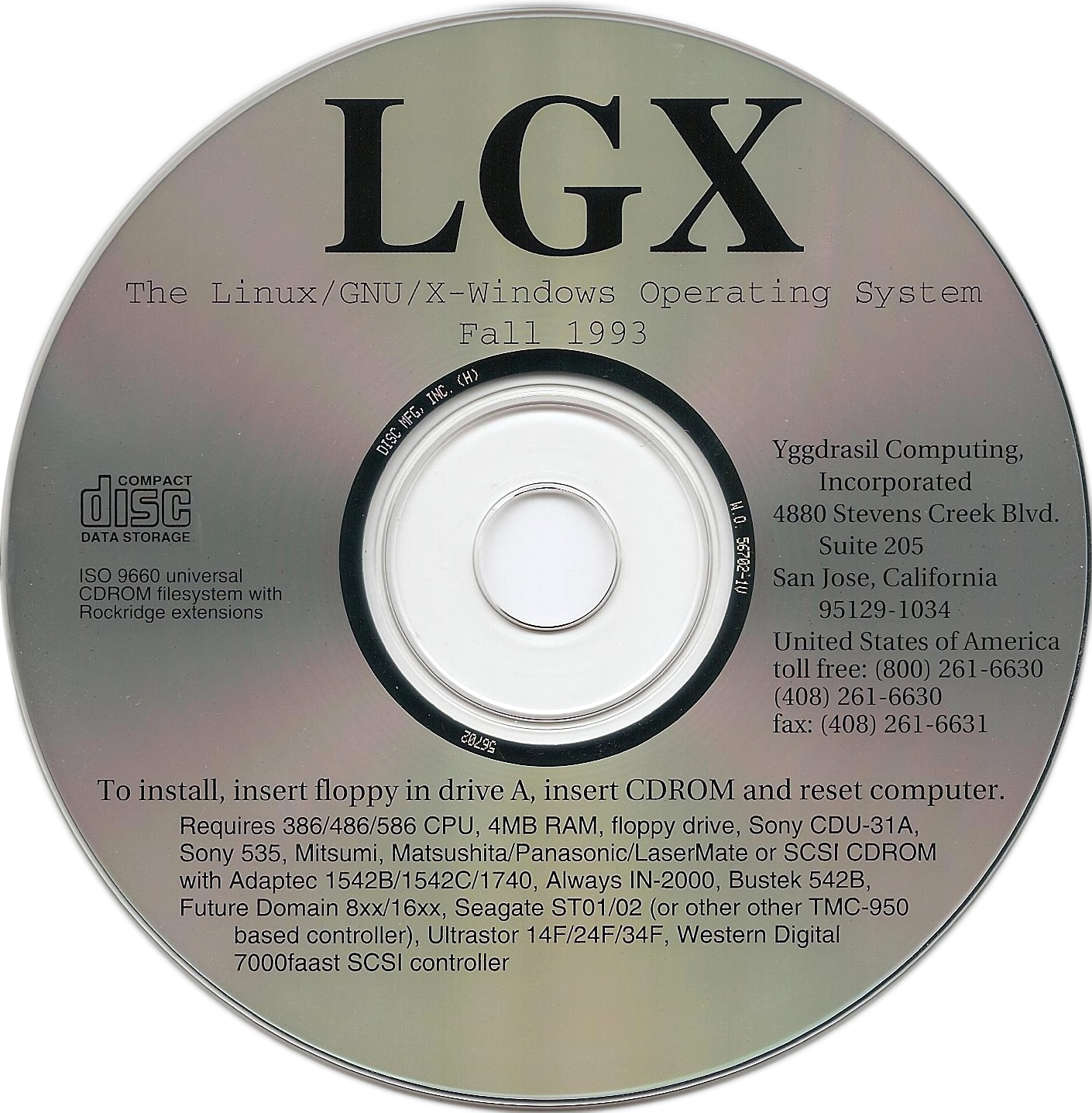
CD-ROM dystrybucji Yggdrasil Linux, wydanie „Fall 1993”

- AROS – inspirowany systemem komputerów Amiga.
- Aurox Live – wersja live popularnej polskiej dystrybucji desktopowej.
- BackTrack – wersja dla pentesterów, używana też przez hackerów, zawiera wiele narzędzi związanych z bezpieczeństwem. [Projekt zamknięty, obecnie Kali Linux]
- ByzantineOS
- Cdlinux.pl – polska wersja systemu Linux uruchamiana bezpośrednio z płyty CD-ROM.
- Damn Small Linux – wersja charakteryzująca się małym rozmiarem (mniej niż 50 MB), przeznaczona dla mało wydajnego sprzętu.
- Debian Live
- Freesbie
- Gnoppix – wersja Knoppix, w której domyślne środowisko graficzne (zamiast KDE) to GNOME.
- Insert – doskonałe narzędzie ratunkowe, możliwość umieszczenia na nośniku o pojemności równej lub większej niż 50 MB, możliwość instalacji na pamięci USB, posiada bogatą obsługę sprzętu, systemów plików, a także wiele narzędzi.
- Kali Linux
- Knoppix – najpopularniejsza wersja Linuksa uruchamianego z płyty CD.
- Knoppix-STD – wersja przeznaczona do sprawdzania zabezpieczeń w sieci, wyposażona w wiele narzędzi.
- LinOS
- Linux+ Live
- Linux-EduCD
- MaheshaBSD – modułowy zestaw narzędzi Live CD oparty na FreeBSD.
- NimbleX – 199-megabajtowy Live CD.
- Olá! Dom – polska dystrybucja Linuksa oparta na Kubuntu.
- PapugLinux – 220-megabajtowy Live CD.
- PCLinuxOS
- PHLAK – system zorientowany w kierunku zabezpieczeń.
- RedBSD
- Sabayon Linux
- SLAX
- SystemRescueCd – pozycja niezbędna w przypadku kłopotów z systemem operacyjnym. Ta oparta na systemie Gentoo wersja zawiera takie aplikacje jak: Gparted – program do edycji partycji; NTFS-3G – aplikacja do odczytu/zapisu systemu plików NTFS (popularnego w środowisku Windows); TestDisk – do sprawdzenia dysku i odzyskiwania partycji; partimage – pozwala na zapisanie i wczytanie obrazu całej partycji; oraz narzędzia sieciowe, takie jak: Samba, ping czy nslookup. Wersja 2.4.1 na systemy x86 zajmuje 353 MB, na PowerPC 103 MB, a na komputery SPARC 83,1 MB.
- TeaM-TL – polska wersja przeznaczona dla piszących w TeXu i LaTeXu, zawiera prawie kompletną dystrybucję TeX Live oraz edytory i inne potrzebne narzędzia.
- Ubuntu
- Microsoft Windows PE
- GParted Live